# Volkswagen Käfer
Volkswagen Käfer (укр. Фольксваген Кефер, Фольксваген Жук, офіційна назва Volkswagen Typ 1) — легковий автомобіль, що випускався німецькою компанією Volkswagen AG з 1938 року по 2003 рік. Вважається наймасовішим автомобілем в історії, що вироблявся без перегляду базової конструкції. Всього було виготовлено 21 529 464 автомобілі (з них 15 444 858 у Німеччині — у тому числі 330 251 з кузовом типу «кабріолет», близько 3 350 000 у Бразилії).
На його базі випускали військовий VW Typ 82.

## Загальна інформація
Хоч автомобіль було сконструйовано і запроваджено до виробництва у 1930-х роках, масове виробництво розпочалось лише у 1945 році, після закінчення Другої світової війни. Модель отримала тоді маркування Volkswagen Typ 1 і продавалась як просто «Volkswagen». Наступні моделі носили назви: VW 1200, 1300, 1500, 1302 або 1303, при чому перші походили від величини робочого об'єму двигуна, а 1302 і 1303 позначали відповідні наступні модифікації. На внутрішньому ринку автомобіль отримав псевдонім «Käfer» («Жук») і продавався згодом там під цим ім'ям, в інших країнах використовувалась назва «Volkswagen Beetle».
«Жук» поряд з автомобілями Morris Minor, Fiat 500, Renault 4CV та Citroën 2CV був піонером у сегменті бюджетних транспортних засобів й послужив відправним пунктом при конструюванні компактних автомобілів в Америці.
Завдяки VW, Fiat і Renault забезпечено було зростання на західноєвропейському ринку частки автомобілів у конфігурації RR (двигун розташований позаду та з ведучим заднім мостом) з 2,6 % у 1946 до 26,6 % у 1956. У 1948 Citroën 2CV започаткував тренд передньопривідних малих автомобілів, який згодом став домінантним на західноєвропейському ринку. У 1974 Volkswagen випустив на ринок передньопривідний Golf Mk I як наступника для «Beetle». Двадцять років по тому Volkswagen презентував концепт, схожий за стилістикою на оригінальний VW Beetle під назвою «Concept One». У 1998 на ринок вийшла модель New Beetle, на базі платформи Volkswagen Golf IV і з кузовом під маркою VW Typ 1.
У проведеному в 1999 році анкетуванні на тему найвпливовішого автомобіля XX століття VW Typ 1 зайняв 4 місце — після Ford Model T, Mini та Citroën DS.

## Конструктивні особливості

Схеми потоку повітря у системі охолодження (блакитні стрілки) і випуску відпрацьованих газів (червоні стрілки)

Конструкція «Жука» має задньомоторне компонування з використанням опозитного двигуна повітряного охолодження. Кузов був 2-дверний типу ліфтбек-седан з плоским вітровим склом і мав коефіцієнт опору Cx = 0,41. Автомобіль був пристосований для перевезення чотирьох пасажирів на двох рядах сидінь, у нього було місце для багажу під переднім капотом та за заднім сидінням.
Кузов автомобіля було приєднано до майже плоского шасі вісімнадцятьма болтами. У шасі була використана торсіонна конструкція як передньої, так і задньої підвіски, а також поперечних стабілізаторів — це забезпечило незалежність кожного колеса при сприйнятті та амортизуванні коливань. Технічні рішення, такі як: механічні барабанні гальма, розділені шиби заднього вікна, механічні поворотні сигнали та несинхронізована коробка перемикання передач були модернізовані з плином часу. Решта елементів використовувалася у незмінному вигляді впродовж усього часу виробництва автомобіля.
Картер двигуна, головки блоків циліндрів та коробка передач виконані з легких металевих сплавів. Блоки циліндрів були виготовлені з чавуну. Масляний радіатор разом з термостатом забезпечував оптимальну робочу температуру та високу надійність роботи двигуна. Повітря, що надходить у камеру згоряння, очищалось металевим повітряним та інерційно-масляним фільтром.
Не зважаючи на те, що вигляд автомобіля з часом змінювався мало, за весь час його виробництва було внесено понад 78 000 вдосконалень конструкції.

## Історична довідка

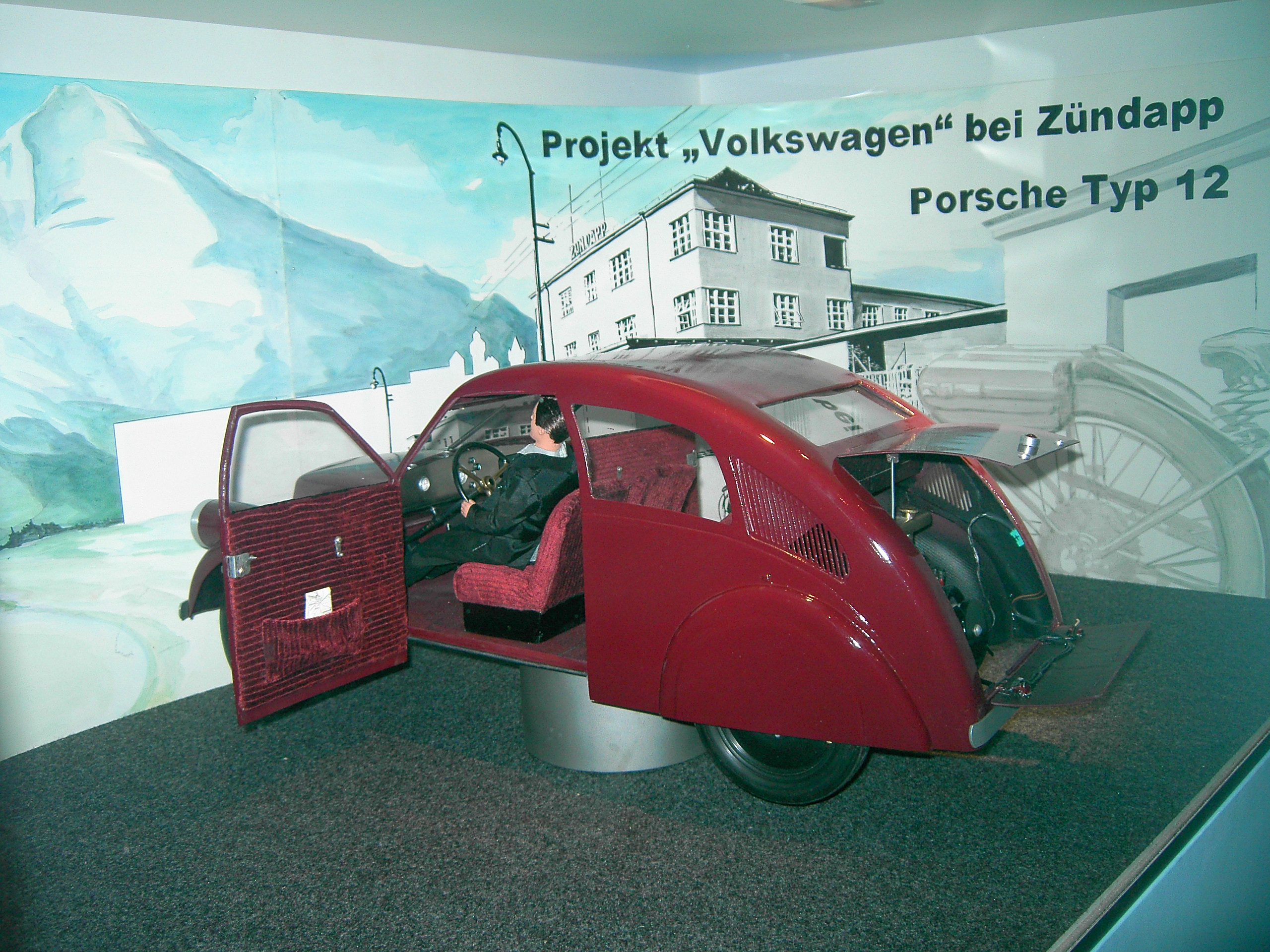
Реконструкція моделі Porsche Typ 12

### «Народний автомобіль»

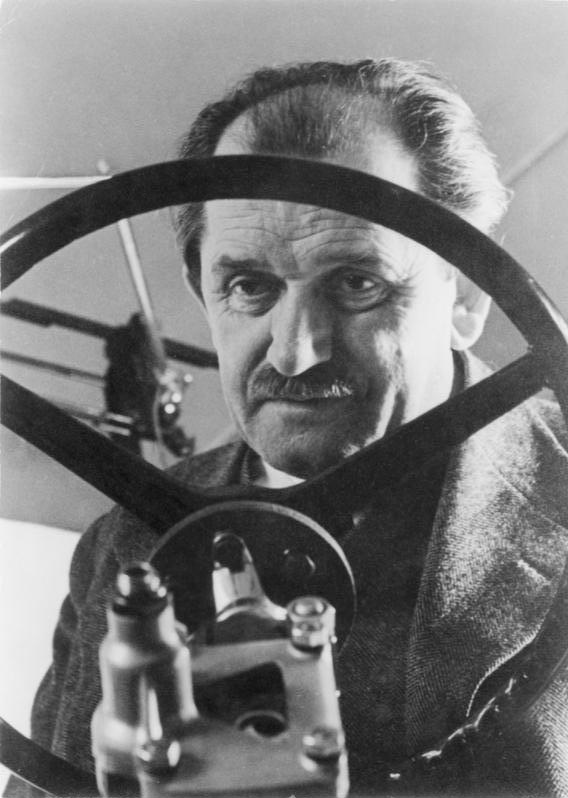
Доктор інженер Фердинанд Порше

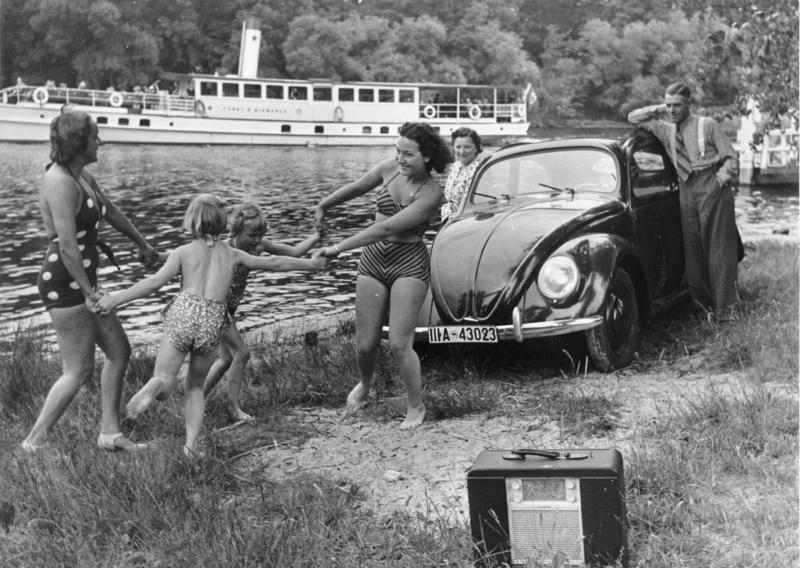
KdF-Wagen на пропагандистському плакаті організації KdF

У 1931 році Фердинанд Порше спроектував для фірми Zündapp модель Porsche Typ 12 «Auto für Jedermann» («автомобіль для кожного»). Порше використовував у своєму проєкті чотирициліндрові опозитні двигуни (компонування B4), однак замовник наполіг на застосуванні п'ятициліндрового зіркоподібного двигуна з водяним охолодженням. У 1932 три прототипи було виготовлено. Усі ці зразки були втрачені під час Другої світової війни.
У 1933 році було спроектовано для NSU Motorenwerke наступну серію прототипів — Porsche Typ 32. У цій моделі були використані схожі технічні вирішення, що і у Typ 12, але використано двигун компонування B4. Вихід замовника з проєкту, пов'язаного з виробництвом автомобіля спричинило зупинку розвитку проєкту Typ 32.
У 1933 році Адольф Гітлер замовив Фердінандові Порше проект транспортного засобу з назвою «Volkswagen» (з нім. «народний автомобіль»). Автомобіль повинен був перевозити двох дорослих та до трьох дітей з швидкостями близькими до 100 км/год. «Volkswagen» мав бути доступним для громадян Третього Рейху через програму заощаджень чи через «Sparkarte» (ощадна книжка) за ціною 990 RM. Це відповідало приблизно вартості покупки мотоцикла, середній щотижневий дохід працівника становив тоді 32 RM.
Конструкція популярного «Жука» була значною мірою запозичена з проекту Ханса Ледвінки Tatra V 570, що було доведено на судовому процесі у 1961 році з виплатою відшкодування на користь концерну «Ringhoffer-Tatra» 3 000 000 марок як компенсації.

### Подальший розвиток проекту
За новий проект під назвою Porsche Typ 60 відповідальними були крім Фердінанда Порше, також, конструктори Ервін Коменда і Карл Рабе.
Перші два прототипи були готові до випробувань у листопаді 1935, їм дано назви V1 і V2. Через рік розпочато випробування трьох наступних автомобілів (V3), що були виготовлені у майстерні конструкторського бюро Porsche у Штутгарті.
У 1937-му серія наступних тридцяти (W30) прототипів виготовлених компанією Daimler-Benz на замовлення Фердинанда Порше пройшла випробування з сумарним пробігом у 2 900 000 км. Усі транспортні засоби були оснащені характерним вигнутим кузовом і двигуном з повітряним охолодженням, встановленим за задньою віссю. Наступна серія з 44 одиниць (під назвою VW38) була виготовлена у 1938 році, характерною особливою ознакою цих авто була розділена навпіл задня шиба.
У липні 1939 року появилась наступна серія з 50 зразків (VW39).
Автомобіль мав бути якомога конструктивно простішим, що мало зменшити частоту можливих поломок. Двигун повітряного охолодження робочим об'ємом 995 см³ та максимальною потужністю у 26 к. с. (19 кВт) довів свою невибагливість у жаркому кліматі під час експлуатації в африканському корпусі. Це було заслугою використання радіатора охолодження моторної оливи та вдалої конструкції блоків циліндрів.
Після офіційної презентації у 1938 році, «Volkswagen» отримав від Гітлера назву «KdF-Wagen» за назвою організації нім. «Kraft durch Freude». Після Другої світової війни модель була відома як «Volkswagen Typ 1» або «Beetle».

### Період Другої світової війни (1939—1945)

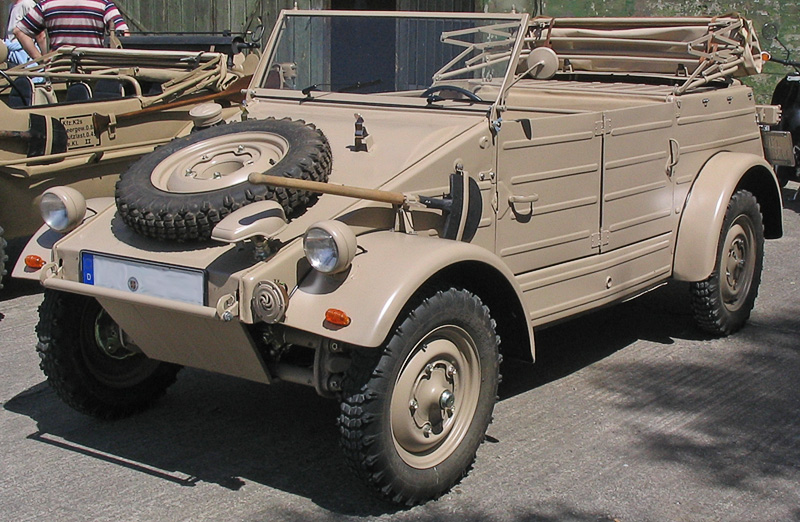
Volkswagen Typ 82 «Kübelwagen», виготовлений на платформі KdF-Wagen

Перед початком Другої світової війни було вироблено невелику кількість автомобілів, перша велика серія, яка базувалась на шасі KdF-Wagen була випущена для військових потреб, були це моделі  Typ 82 «Kübelwagen», стандартизована у вермахті як Kfz.1 (понад 50 000 одиниць), Typ 82E «Käfer» (564 штук) а також Typ 166 «Schwimmer» (близько 14 000 штук).
Автомобіль Kfz.1 відрізнявся від цивільної моделі спеціальним полегшеним відкритим 4-дверним кузовом з плоскими панелями, задніми колісними редукторами, міжколісним диференціалом, збільшеним до 290 мм дорожнім просвітом, 16-дюймовими колесами (у версії для африканської пустелі — широкопрофільними). У березні 1943 року на «Kübelwagen» почали встановлювати 25-сильний двигун робочим об'ємом 1130 см³.
У 1940-1945 роках невеликими партіями вироблялись і цивільні версії авто, які потрапляли переважно до представників еліти. Через нестачу бензину у країні на ринку з'явилась невелика кількість екземплярів у версії «Holzbrenner» з живленням деревним газом, що отримувався у процесі піролізу біомаси в газогенераторі.

### Повоєнне виробництво (1945—1992)

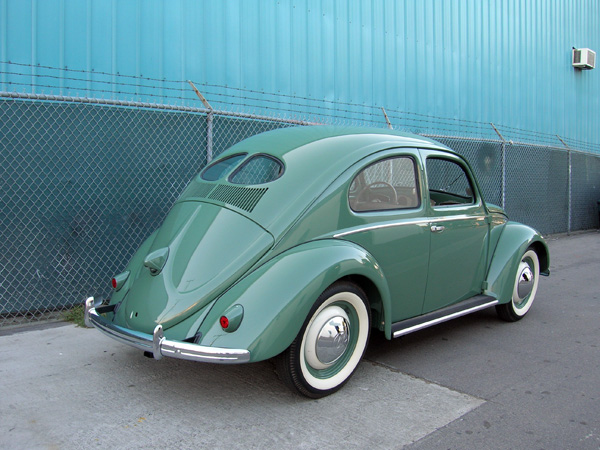
Volkswagen Typ 1 (1949)

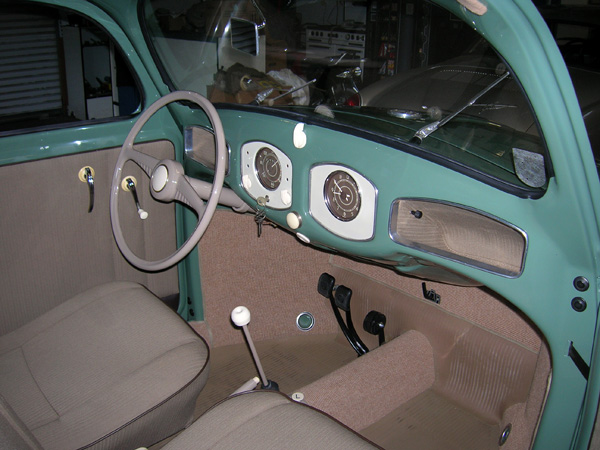
Салон автомобіля Volkswagen Typ 1 з 1949 року

Масове виробництво автомобілів так і не розпочалось аж до окупації союзниками. У 1945 році виробничі потужності Фольксвагена були передані з рук американських до британських та мали бути демонтовані й перенесені до Великої Британії. Жоден з британських виробників не виявив інтересу до такого переміщення і наводили такі аргументи: «транспортний засіб не відповідає базовим технічним вимогам, що ставляться до нових автомобілів … не є дуже цікавий для пересічного покупця… його виготовлення не окупить своїх витрат». Виробництво в результаті залишилось на своєму місці і там виготовлялись автомобілі для потреб британської армії.
Відновлення виробництва було в основному заслугою майора британської армії Івана Херста (англ. Ivan Hirst). На Херста було покладене завдання взяти під контроль зруйнований бомбардуванням завод, захоплений американцями. Його першим завданням було знешкодити бомбу, що пробила дах і не вибухнула, яка була виявлена поміж технологічним обладнанням; якби бомба вибухнула, доля Фольксвагена була б вирішена. Херст переконав британців замовити 20 тисяч автомобілів. До березня 1946 з заводу уже виходило 1000 авто щомісячно. У той таки час автомобілю було повернено попередню назву (VW Typ 1).

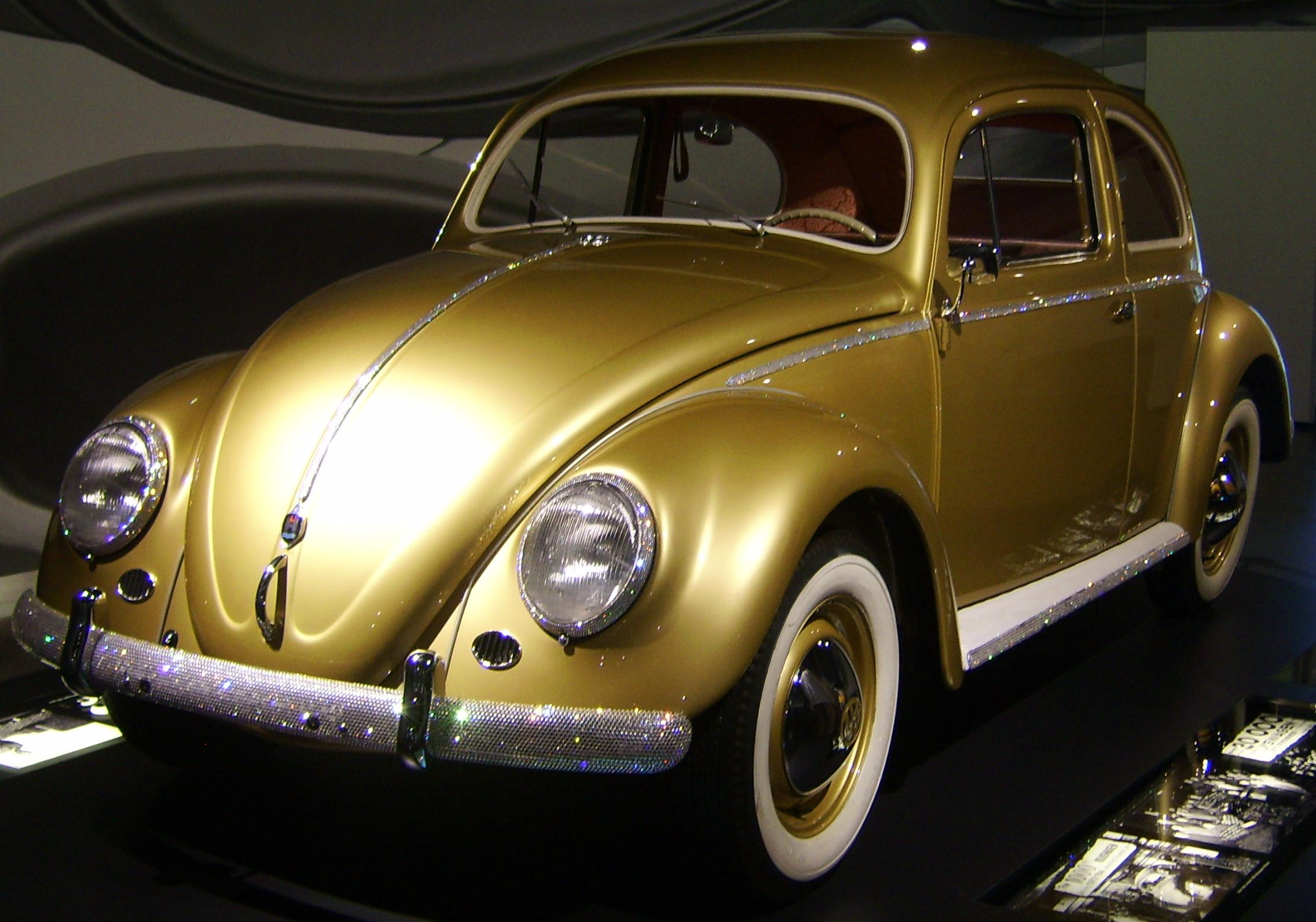
Мільйонний «Жук» оздоблений коштовним камінням (1955)

У рамках відновлення виробництва було призначено директора нового заводу Хайнца Нордхоффа (нім. Heinz Nordhoff). Під його керівництвом рівень виробництва різко зріс, мільйонний «Жук» покинув завод у 1955 році. На той час автомобіль вирізнявся у своєму сегменті дуже добрими характеристиками у порівнянні з конкурентами. Для версії з двигуном потужністю 35 к.с. (25 кВт) максимальна швидкість була 115 км/год, час розгону 0-100 км/год становив 27,5 с, середнє споживання пального було 6,7 л на 100 км.
У 1949 році, у місті Оснабрюк, фірмою Karmann освоєне виробництво «Жука» у версії «кабріолет».
У 1950-х роках машина зазнала подальшої модернізації, найпомітнішою була зміна зовнішнього вигляду заднього скла. Доступні були версії «Standard» — з триспицевим кермом та кузов без хромованих деталей і «DeLuxe» — з використанням хромованих деталей. У 1950-му варіант «DeLuxe» отримав гідравлічний привод гальм, тоді як гальмівна система «Standard» базувалась на механічному приводі. Через рік між стійками кузова і передніми крилами почали встановлювати вентиляційні клапани. Під кінець 1952 дещо модифіковано вигляд кузова, розроблено нову панель приладів, застосовано колеса розміром 4,0x15 замість 3,0x16. Коробку передач було оснащено синхронізаторами (окрім першої передачі). В березні 1953 року два овальні віконця над капотом двигуна замінено більшим одинарним вікном, що позитивно вплинуло на видимість всередині кабіни кузова.
У 1951 році Volkswagen відпрацьовував версію дизельного двигуна з робочим об'ємом 1,3 л. Було виготовлено лише два зразки дизельного атмосферного опозитного двигуна повітряного охолодження. Перший двигун було встановлено на VW Typ 1, другий на Typ 2. «Жук» з таким двигуном проходив випробування на треку Нюрбургрингу і показав час прискорення 0-100 км/год, що дорівнює 60 с.
Вироблялись також невеликі партії споріднених моделей. У 1949—1953 роках складено у кількості 696 екземплярів 2-місних кабріолетів компанією «Hebmüller Sons» (Typ 14A). Austro-Tatra виготовляла також Typ 18A у версії для поліції та пожежників, від січня 1950 до березня 1953 складено 203 одиниці.

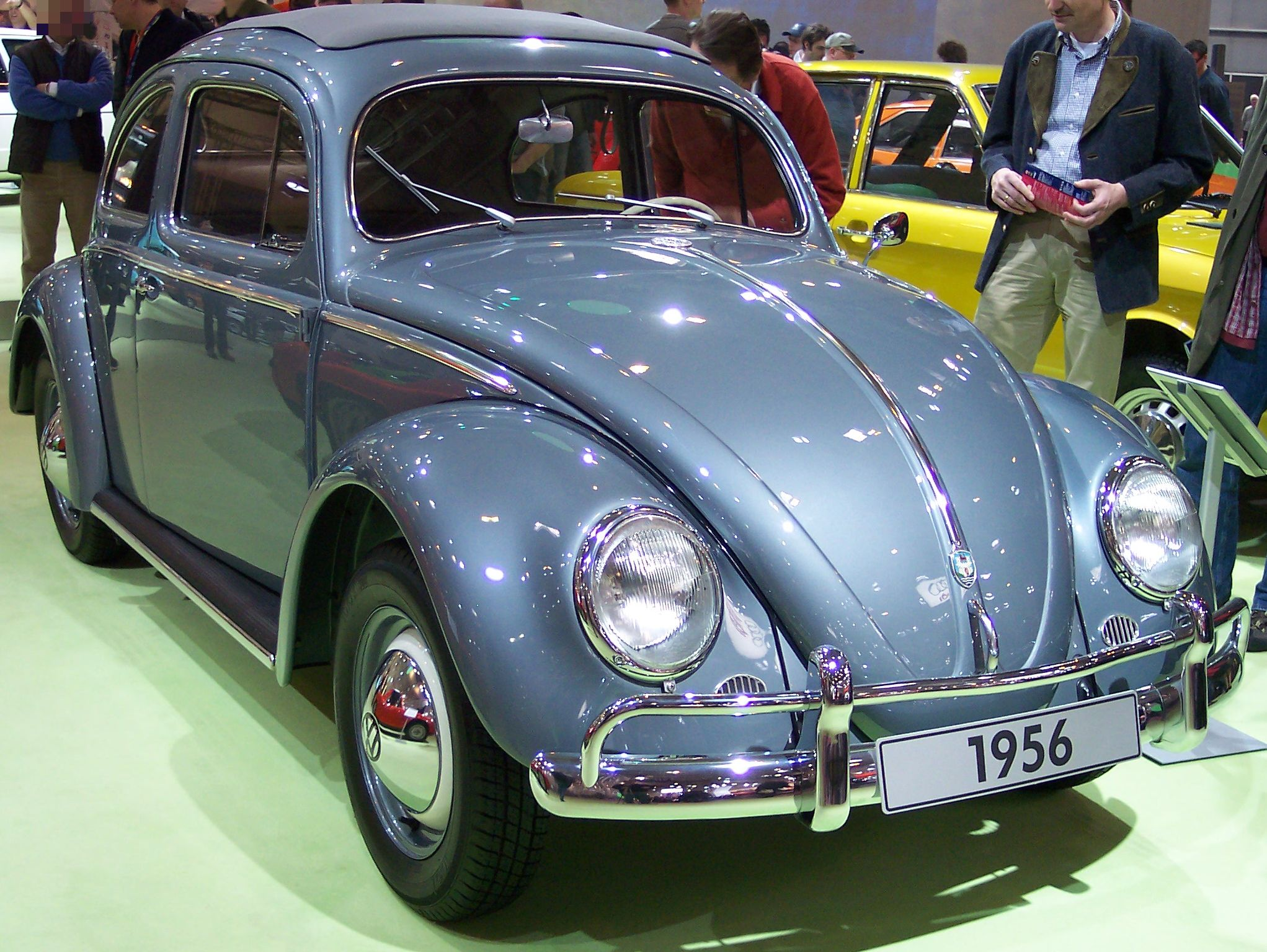
Volkswagen Käfer (1956)

У 1954 році було збільшено на 2 мм діаметр циліндрів двигуна, що дало зростання робочого об'єму з 1131 см³ до 1192 см³. Тоді ж змінено конструкцію колінчастого валу та збільшено розміри клапанів у двигуні. Завдяки цьому максимальна потужність двигуна зросла з 34 до 41 к. с.. Одночасно зріс ступінь стиснення з 5,8:1 до 7:0:1, що стало можливим з появою пального з вищими октановими числами. Стартер вже запускався ключем запалювання, а не окремою кнопкою. У серпні 1957 року овальне заднє вікно замінено широким і тоді ж стали використовуватись безкамерні шини коліс. У 1964 році було розширене підсвічування заднього номерного знаку. З кінця того ж року збільшено висоту бокових вікон, а також використано вище панорамне вітрове скло. У 1966 році було застосовано двигун з робочим об'ємом 1300 замість 1200.
Протягом 1967 року було проведено низку модернізацій. Тоді як зовнішній вигляд залишився без змін, значних удосконалень зазнала силова частина, до лінійки двигунів додано двигун робочим об'ємом 1500. Роком пізніше для моделей 1300 і 1500 впроваджено бортову електричну мережу з напругою 12 В (VW 1200 і надалі мав 6 В). Версія 1200 отримала у 1970 році двоконтурну гальмівну систему.
У 1960-х роках обсяги продажів автомобіля значно зросли, причиною цьому була низька ціна та проведена рекламна кампанія а також, висока надійність та простота конструкції. 17 лютого 1972 року випущено автомобіль за № 15 007 034, загальний обсяг виробництва побив рекорд встановлений моделлю автомобіля Ford Model T. До 23 червня 1992 було виготовлено понад 21 000 000 штук автомобілів.

### Нотатки
1. ↑  Німецькою мовою він неофіційно відомий як der Käfer означає «жук»), у деяких частинах англомовного світу як Bug[1], і багатьма іншими прізвиськами[en] іншими мовами.